# Max fait de la photo
Pour plus de détails, voir Fiche technique et Distribution.
Max fait de la photo est un film muet français réalisé par Lucien Nonguet, sorti en 1913.

## Fiche technique
- Titre original : Max fait de la photo
- Titre anglophone (Royaume-Uni) : Max, the Snapshotter
- Titre anglophone (États-Unis) : Max Takes a Picture
- Réalisation Lucien Nonguet
- Scénario : Max Linder
- Producteur :
- Société de production : Pathé Frères
- Société de distribution : Pathé Frères
- Pays de production :  France
- Langue : film muet avec les intertitres en français
- Métrage : 305 mètres
- Format : Noir et blanc — 35 mm — 1,33:1 — Muet
- Genre : Comédie
- Durée : 10 minutes 10
- Date de sortie : 
  - France : 28 novembre 1913

## Distribution
- Max Linder : Max